# زيلينتشوكسكايا (قراتشاي - تشيركيسيا)
زيلينتشوكسكايا (بالروسية: Зеленчукская) هي مدينة في جمهورية قراتشاي - تشيركيسيا في روسيا.
يبلغ عدد سكانها حوالي 20513   نسمة.